# Tatiana Kostiuk
Tatiana Kostiuk, ukr. Тетяна Костюк (ur. 21 listopada 1982 w Czernihowie) – ukraińska szachistka, arcymistrzyni od 2006 roku.

## Kariera szachowa
Kilkukrotnie zdobyła medale mistrzostw Ukrainy juniorek, m.in. w kategoriach do 18 lat (1999 – brązowy, 2000 – srebrny) i 20 lat (2000 – brązowy, 2001 – brązowy). W 2000 r. zdobyła w Balatonlelle tytuł drużynowej mistrzyni Europy juniorek do 18 lat. W 2002 r. podzieliła II m. w Petersburgu, natomiast w 2003 r. wypełniła w Pardubicach (na turnieju KB Open) pierwszą normę arcymistrzowską oraz zajęła III m. (za Kateriną Rohonyan i Jekatieriną Ubijennych) w Sierpuchowie. W 2004 r. podzieliła II-V m. (za Olgą Aleksandrową) w finale indywidualnych mistrzostw Ukrainy, zwyciężyła również (wspólnie z Kateriną Rohonyan) w Mikołajowie, zdobywając drugą normę na tytuł arcymistrzyni. Trzecią normę wypełniła w 2005 r. w Charkowie, dzieląc I m. w turnieju Rector Cup, wspólnie z Oksaną Wozowik. W 2006 r. zwyciężyła w kołowym turnieju rozegranym w Condomie. W 2007 r. podzieliła II m. (za Warwarą Kiryłową, wspólnie z Walentiną Gołubienko) w Petersburgu, natomiast w 2008 r. podzieliła II m. (za Reginą Pokorną, wspólnie z Nino Maisuradze, Veroniką Schneider i Aną Srebrnič) we Vrbniku oraz samodzielnie zwyciężyła w memoriale Elizawiety Bykowej, rozegranym we Włodzimierzu.
Najwyższy ranking w dotychczasowej karierze osiągnęła 1 stycznia 2013 r., z wynikiem 2349 punktów zajmowała wówczas 7. miejsce wśród ukraińskich szachistek.